# Hymenaea

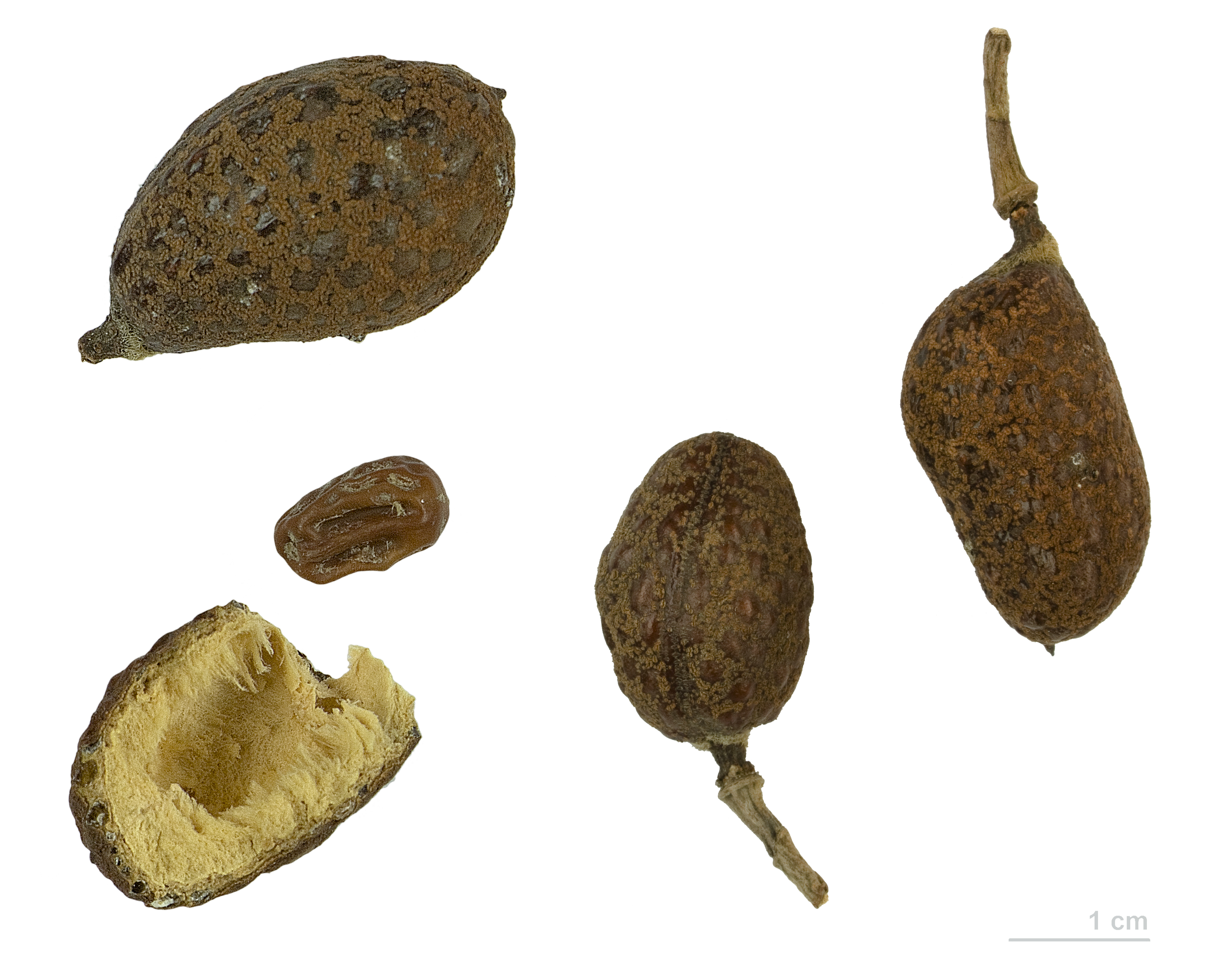
Hymenaea verrucosa — Тулузский музеум

Hymenaea — род растений семейства Бобовые. Из четырнадцати видов этого рода все, кроме одного, естественно произрастают в тропической части Америки, а один вид (Hymenaea verrucosa) — на восточном побережье Африки. Некоторые авторы помещают африканский вид в отдельный монотипный род, Trachylobium. В неотропике Hymenaea распространён в Вест-Индии и от южной Мексики до Бразилии. Карл Линней назвал этот род в 1753 году в своей Species Plantarum в честь Гименея, древнегреческого бога брачных церемоний. Название напоминает о парных листочках.
В Колумбии эти деревья называют альгарробо (исп. algarrobo), а в Перу азукар уайо (исп. azúcar huayo). Бразильское название — ятоба (порт. jatobá).
Большинство видов Hymenaea — большие деревья, обычно вечнозелёные. Они могут достигать 25 м в высоту, вздымаясь над пологом леса. Некоторые виды в зависимости от места обитания могут расти как высокие лесные деревья, так и в виде небольших деревцев. Листья состоят из двух листочков, крепящихся к черешку. Цветы собраны в метёлки или грозди.

## Свойства и использование
Развитие ростка обеспечивается использованием ксилоглукана. Семя прорастает примерно через 18 дней и начинает использовать ксилоглукан через 45 дней. Это происходит в течение примерно 20 дней, после чего начинается фотосинтез и росток становится независимым от семени.
Одним из признаков начала использования запаса семени является покраснение ростка из-за антоциана.
Сеянцы из дождевых лесов запасают 70 % углерода в надземных частях растения, в то время как растения из саванн основную часть углерода хранят в корнях.
Сердцевина плодов этих деревьев съедобна и содержит крахмал, поэтому плоды продаются в Южной Америке на местных рынках. Из листьев готовят чай.
Эти деревья являются источником твёрдой древесины, используемой для изготовления судов и мебели. Толстая кора некоторых видов используется индейцами бассейна Амазонки для изготовления каноэ. Семена содержат большое количество (40 % сухого веса) очень клёйкого полисахарида (xyloglucan), который может быть использован во многих промышленных отраслях, таких как пищевая, бумажная, косметическая и фармацевтическая.
От этих деревьев получают твёрдую смолу, применяемую при производстве лака, для этого в Бразилии используется особенно смола от ятоба (лат. Hymenaea courbaril). Производимая в Бразилии смола известна как южноамериканский копал, а Hymenaea verrucosa является источником ценного Занзибаркого копала. Смолу собирают с растущих деревьев или с земли на месте, где когда-то росло такое дерево. В Америке индейцы используют эту смолу как благовония и как клей. Смола вымершего вида Hymenaea protera стала источником доминиканского янтаря, который, вероятно, является самым распространённым в тропиках янтарём.
В неотропическом регионе Hymenaea courbaril применялась в качестве модельного организма для изучения действия концентрации CO2 на уровень фотосинтеза. Когда концентрация CO2 возросла с какого-то уровня до 720 ppm, степень фотосинтеза возросла на 60 %, а уровень выработки целлюлозы увеличился на 30 %. Концентрация CO2 в атмосфере ориентировочно достигнет уровня 720 ppm к 2100 году.
Деревья рода Hymenaea играют важную роль в программах восстановления дождевых лесов неотропики.

## Виды
Hymenaea aurea

Hymenaea courbaril

Hymenaea eriogyne

Hymenaea intermedia

Hymenaea maranhensis

Hymenaea martiana

Hymenaea mexicana †

Hymenaea oblongifolia

Hymenaea parvifolia

Hymenaea protera †

Hymenaea reticulata

Hymenaea rubriflora

Hymenaea stigonocarpa

Hymenaea torrei

Hymenaea velutina

Hymenaea verrucosa